# Louisette Bertholle
Louisette Bertholle (26 octobre 1905 - 26 novembre 1999) est une cheffe française, auteure de livres de recettes de cuisine et connue comme étant l'une des trois autrices (avec Julia Child et Simone Beck) du livre de cuisine Mastering the Art of French Cooking.

## L'histoire
Après la Seconde Guerre mondiale, Louisette Bertholle, qui a l'idée d'écrire un livre sur la cuisine française pour les cuisinières américaines, rencontre Simone Beck au sein de l'association culinaire Le Cercle des Gourmettes.
Louisette Bertholle et Simone Beck commencent à développer un concept en recueillant des recettes, en les testant et en les compilant par écrit dans un ouvrage. Leurs premières tentatives d'écriture ne convainquent pas d'éditeur, mais leur idée est ravivée en 1949 lorsqu'elles font la connaissance de Julia Child. En 1951, elles fondent avec celle-ci leur propre école de cuisine, L'École des Trois Gourmandes, puis en 1952, Bertholle et Beck font publier un petit livre de cuisine What's Cooking in France. Ce dernier est conçu pour donner aux Américaines vivant à Paris des leçons de cuisine à la française. Julia Child autant que Simone Beck, porteront à l'écran le logo de leur école sur leur blouse.
En 1960, la vie de Louisette Bertholle change considérablement : à 50 ans passés, son mariage s'essouffle, elle doit faire face à d'importantes difficultés financières. Cependant, elle réussit à se réinventer elle-même et redémarre sa carrière en compagnie de Child et Beck. Dans un premier temps, les trois femmes, qui avaient initialement signé un contrat pour publier Mastering the Art of French Cooking avec Houghton Mifflin, voient cette maison d'édition rejeter leur manuscrit, sous prétexte d'aborder la cuisine de manière trop encyclopédique. Quand leur ouvrage est finalement publié en 1961 par Alfred A. Knopf, les 734 pages du livre sont un best-seller et sont plébiscitées par la critique.